# Booneacris polita
Booneacris polita är en insektsart som först beskrevs av Scudder, S.H. 1898.  Booneacris polita ingår i släktet Booneacris och familjen gräshoppor. Inga underarter finns listade i Catalogue of Life.